# Antigibbaeum fissoides
Antigibbaeum es un género monotípico  de planta suculenta  perteneciente a la familia Aizoaceae. Su única especie: Antigibbaeum fissoides (Haw.) C.Weber, es originaria del sur de África.

## Descripción
Es una planta suculenta de pequeño tamaño que alcanza los 5 a 10 cm de altura y se encuentra en Sudáfrica en altitudes de 300 a 700 metros.

## Taxonomía
Antigibbaeum fissoides fue descrita por (Haw.) C.Weber y publicado en Baileya 16(1): 11. 1968.
Sinonimia
- Mesembryanthemum fissoides Haw. basónimo
- Gibbaeum fissoides (Haw.) Nel
- Gibbaeum nelii Schwantes
- Mesembryanthemum obtusum Haw. (1803)
- Mesembryanthemum divergens Kensit (1909)[3]